# Судноплавство на Дніпрі
На Дніпро припадає половина всіх річкових шляхів України і основна частина (близько 60 %) річкових перевезень вантажів і пасажирів.
Дніпро є типовою рівнинною річкою з повільною і спокійною течією. Має звивисте річище, утворює рукави, багато перекатів, островів, проток, мілин. Ширина долини річки — до 18 км. Ширина заплави — до 12 км. Площа дельти — 350 км².
Довжина Дніпра становить 2 201 км, з яких 981 км в межах України. Площа басейну — 504 тис.км², з них в межах України — 291,4 тис. км².

## Історія і сучасність
До середини XIX століття річкою плавали переважно на плотах (в тому числі сплавляли ліс) і на дерев'яних суднах (перевозили зерно).
У другій половині XIX століття в басейні Дніпра діяло 50 постійних суднобудівельних пункта (нижче порогів — 6, вище — 14, на р. Десна з її притоками — 12, на Прип'яті і притоках — 8, на р. Сож — 8 і на Березині — 2) і багато тимчасових верфей.
Тільки за десятиліття — 1879—1888 — в усіх суднобудівельних пунктах Дніпровського басейну побудували 2 456 непарових суден на суму 3 780 756 рублів. Але, як видно з таблиці, кількість замовлень з кожним роком падала.
| Частина Дніпра                    | 1879-1883       | 1879-1883         | 1884-1888       | 1884-1888         |
| Частина Дніпра                    | Кількість суден | Вартість в рублях | Кількість суден | Вартість в рублях |
| --------------------------------- | --------------- | ----------------- | --------------- | ----------------- |
| На Дніпрі нижче порогів           | 134             | 587 450           | 123             | 586 555           |
| На Дніпрі вище порогів            | 340             | 523 140           | 269             | 325 794           |
| На притоках Дніпра (вище порогів) | 861             | 851 220           | 729             | 906 597           |
| Весь басейн Дніпра                | 1 335           | 1 961 810         | 1 121           | 1 818 946         |
| В басейні Дніпра вище порогів     | 1 201           | 1 374 360         | 998             | 1 232 391         |

Непарові судна для Дніпровського басейну будувалися різних типів і більше 15 найменувань, в тому числі баржі, бриги, дуби, трембаки, шхуни, барки, галери.

### Пароплави

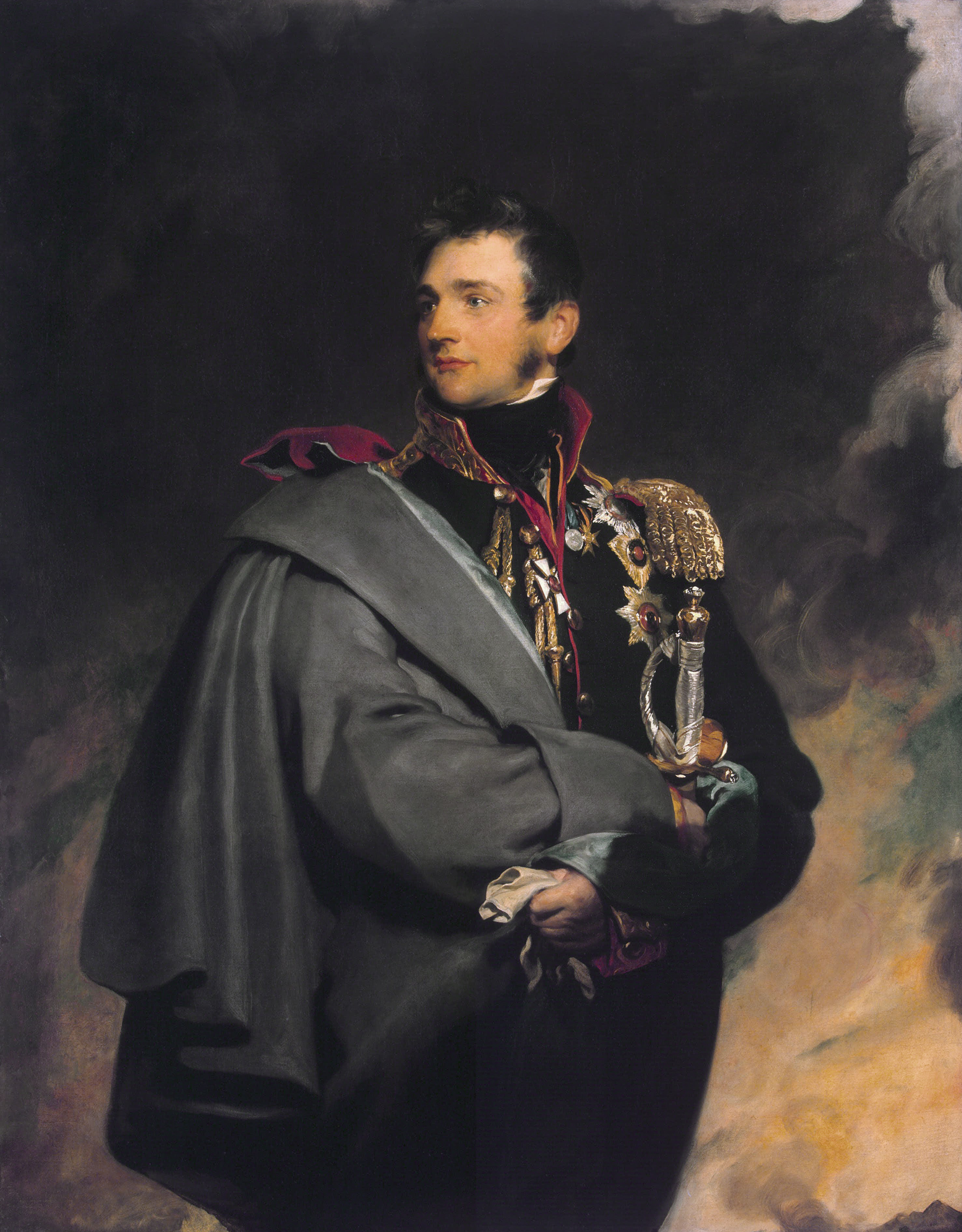
Граф Михайло Семенович Воронцов — власник і замовник першого пароплава на Дніпрі. Портрет роботи Томаса Лоуренса. 1821 рік

З 1857 року бере початок регулярне пароплавство на всій течії Дніпра: і вище, і нижче порогів. Хоча пароплави на річці були і раніше. Найперший належав графу Михайлу Семеновичу Воронцову і був побудований кріпаками-умільцями в 1823 році в його маєтку в селі Мошни Київської губернії — для буксирування барок. Місцевий досвідчений коваль Вернигора встановив на «Пчелке» (так називався пароплав) парову машину на 6,5 кінських сил. Через два роки пароплав перевезли через пороги в Херсон, звідки він здійснював рейси до Миколаєва.
В 1835 році утворилася перша пароплавна компанія, два пароплави якої ходили Дніпром до 1846 року. Ними перевозили каміння для будівництва Київської фортеці.
З 1846 року почали плавати пароплави Мальцева, а з 1850 — пароплав «Вісла» поміщика Пусловського, між Кременчуком і Пінськом.
В 1857 році нижче порогів почало працювати «Русское общество пароходства и торговли», яке мало чимало товарних, товарно-пасажирських і пасажирських пароходів та здійснювало термінові рейси між Запоріжжям і Херсоном.
Нижче порогів парові судна будували на заводах братів Вадон в Херсоні, а вище — на Десні і Болві, а також на заводі «Робітник» в Києві і заводі Яхненка — в селі Городище (тепер — місто в Черкаській області). Частина парових суден для Дніпра будувалася за кордоном.
Більша частина пароплавів, які плавали і вище, і нижче порогів, належали приватним особам і різним торговим домам. Плата за перевезення пасажирів Дніпром і його притоками була порівняно невеликою, але до порогів судна зустрічали безліч перешкод і в деяких частинах верхнього Дніпра, за низької води, судноплавство зовсім зупинялися.
За переписом 1890 року, паровий флот Дніпровського басейну складався:
- нижче порогів — з 103 пароплавів, які могли перевозити 917 950 пудів і обійшлися в 7 174 125 рублів;
- вище порогів — з 131 пароплава, які могли перевозити 360 225 пудів і коштували 3 876 559 рублів.

З них:
- нижче порогів — 16 пасажирських, 9 товарно-пасажирських, 11 товарних, 14 буксиро-пасажирських, 38 буксирних, 15 службових (державних і приватних);
- вище порогів — 74 пасажирських, 2 товарно-пасажирських, 39 буксирно-пасажирських, 7 буксирних і 9 службових[2].

На Дніпрі нижче порогів переважали буксирні пароплави, а вище — пасажирські.

### Вантажоперевезення
Середня річна вартість вантажів, які транспортували річкою, зросла із 162 000 000 рублів в 1888—1892 роках до 270 000 000 в 1908—1912-х. В 1912 році Дніпром перевезено 2 260 000 т вантажів, а це 5 % всеросійських річкових перевезень і менше 2 % від всього вантажообігу України; пасажирів перевезено 2 400 000.

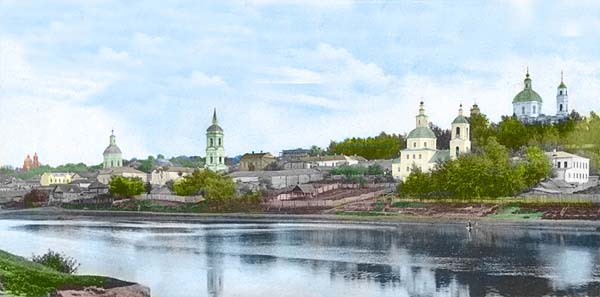
Вид на Дніпро біля Дорогобужа, Росія.
Автор невідомий. 1917 рік

До революції у вантажному русі вище порогів головне місце займало дерево, що йшло в степ (його перевантажували на залізниці в Черкасах, Кременчуці, а найбільше — в Дніпропетровську), а нижче порогів — збіжжя. У вантажообігу всього Дніпра в 1913 році дерево становило 55 %, зерно — 27 %. В 1940 на ці вантажі припадало вже лише 32 % і 14 % відповідно.
З 1917 року, через громадянську війну, рух на Дніпрі сильно спав: кількість пароплавів зменшилася в 1924 до 76, непарових суден — до 131, перевезення вантажів — до 300 000 т, пасажирів — до 1 700 000. Пристані були знищені, русло Дніпра, не чищене роками, замулилося.

Бони рибацького причалу на Дніпрі біля мосту Патона у Києві (1960 рік)

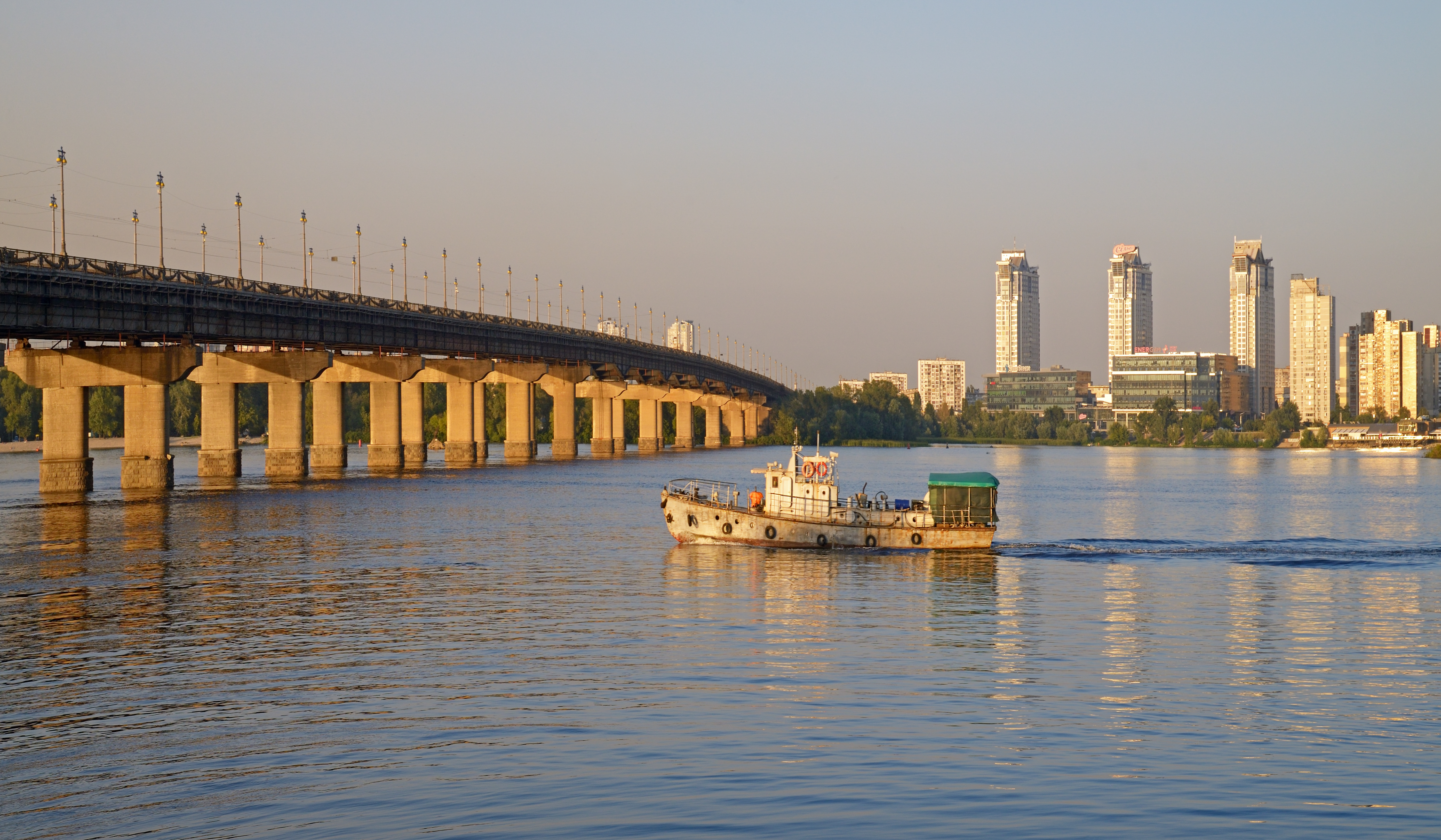
Дніпро у Києві біля мосту Патона. (2018 рік)

Рух вантажів збільшився лише згодом: до 752 000 т — в 1928 році, 2 018 000 — в 1930, 2 960 000 — в 1932, 5 800 000 — в 1935 і близько 10 000 000 — в 1940 або 2,5 % всього вантажообігу УССР. В 1935 перевезено також 4 800 000 пасажирів (3 % всього пасажирського руху в УССР).
В 40-х роках найважливішим портом Дніпра був Київ (1/2 вантажообігу басейну) — вузол водних шляхів (вгору і вниз по Дніпру і його великих притоках — Прип'яті, Десні, Сожі) і важливий перевантажувальний вузол. Другим за значенням, одночасно річковим і морським портом, був Херсон, де перевантажували нафтопродукти з моря на Дніпро, а дерево, марганцеву руду, хліб і метали — з Дніпра на море. Дніпропетровський порт був важливим для Донбасу — там перевантажували ліс з Дніпра залізницями на Донбас і приймали донецьке вугілля. В Черкасах теж перевантажували ліс — для Одеси, в Кременчуці — для Харкова і Миколаєва. В Запоріжжі вантажили дерево з верхнього Дніпра, нафтопродукти — з нижнього, з Кривого Рогу — залізну руду, а відправляли вугілля, метали і сіль, які надходили з Донбасу. Серед інших портів значну перевалку мали також Дніпродзержинськ, Нікополь (марганцева руда), Каховка та інші.
В 90-х роках питома вага перевезень вантажів річковим шляхом (а це переважно перевезення Дніпром) в Україні становила трохи більше 1 % від перевезень усіма видами транспорту. В абсолютних цифрах це — від 66 млн тонн у 1990 році і до 80 млн тонн у 1999.
В таблиці наведений відсотковий склад вантажів, які перевозили Дніпром: 
| Вид вантажу              | Частина від перевезень на 1990 рік, % | Частина від перевезень на 1999 рік, % |
| Будівельні матеріали     | 76,2                                  | 47,3                                  |
| Руда                     | 9,9                                   | 14,1                                  |
| Вугілля і кокс           | 5                                     | 5,7                                   |
| Хліб                     | 1,1                                   | 5,7                                   |
| Метали (включаючи брухт) | н. д.                                 | 18                                    |
| Інші вантажі             | 6,2                                   | 9,2                                   |

Примітка: н.д — немає даних

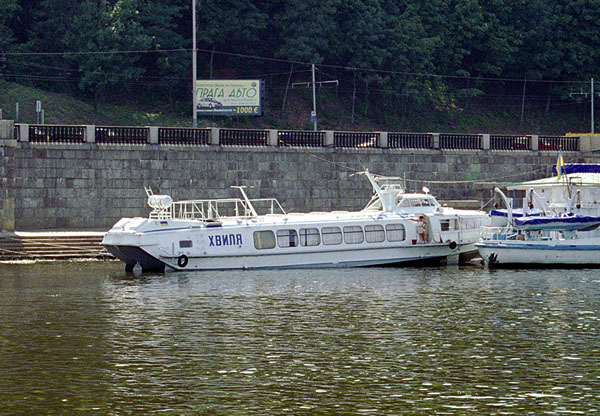
Швидкісний теплохід «Хвиля» біля київського причалу

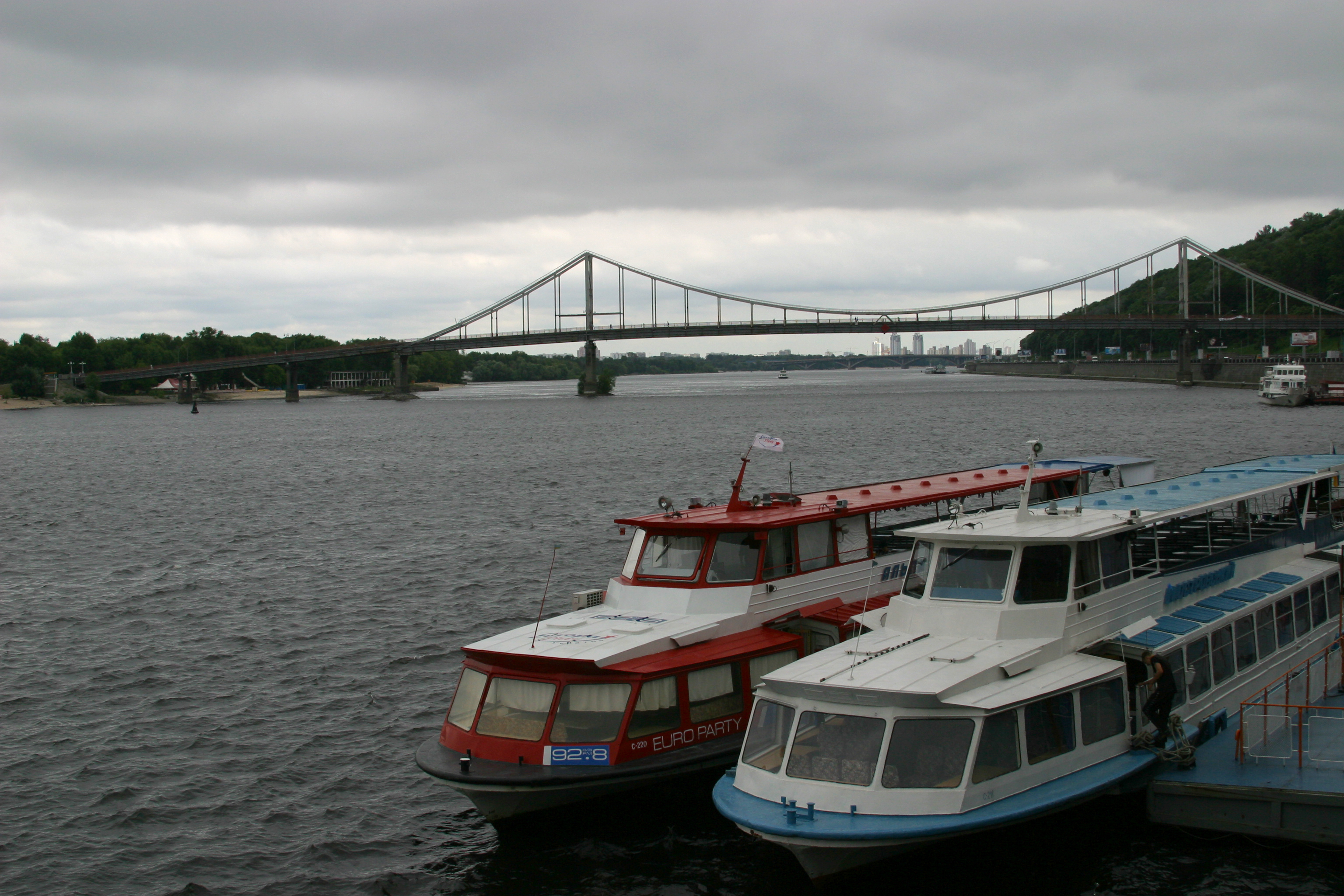
Двопалубні пасажирські річкові теплоходи біля київського причалу

Експлуатаційна довжина річкових судноплавних шляхів загального користування в 1999 році становила 2 400 км (у 1985 — 4 900 і в 1990 — 4 000 км). Це близько 10 % довжини залізничних колій.
Нині Дніпро судноплавний упродовж 1990 км від гирла, системою каналів сполучений з річками стоку Балтійського моря (Західною Двіною, Німаном, Західним Бугом).
Після побудови каскаду водосховищ утворився судноплавний річковий шлях, яким могли плавати судна типу «річка-море» з осадкою до 3,65 м. Він проходить Київським водосховищем від кордону з Республікою Білорусь до міста Херсон і завдовжки 997 км. Судноплавний шлях по р. Прип'ять — з глибинами 1,60-2,65 м, протяжністю 63 км (від кордону до гирла Прип'яті). Але якщо в радянські часи Дніпром регулярно виконувались як вантажні перевезення, так і пасажирські рейси приміського та дальнього сполучення, то в незалежній Україні рейси річкою вважаються нерентабельними — виконуються в основному лише прогулянкові та туристичні.
Дніпро дуже важливий для транспорту і економіки України: всі водосховища обладнані великими шлюзами, що дозволяють суднам розмірами до 270×18 метрів мати доступ до порту Києва. Річка також використовується пасажирськими суднами: популярність круїзів Дунаєм і Дніпром росте з кожним роком.

## Шлюзи
По течії Дніпра Україною є шість шлюзів (Київський, Канівський, Кременчуцький, Кам'янський,  Запорізький, Каховський). За їх проходження стягується плата, розмір якої залежить від модуля судна (куб. метрів) та виду плавання — закордонне чи каботажне.

## Галерея

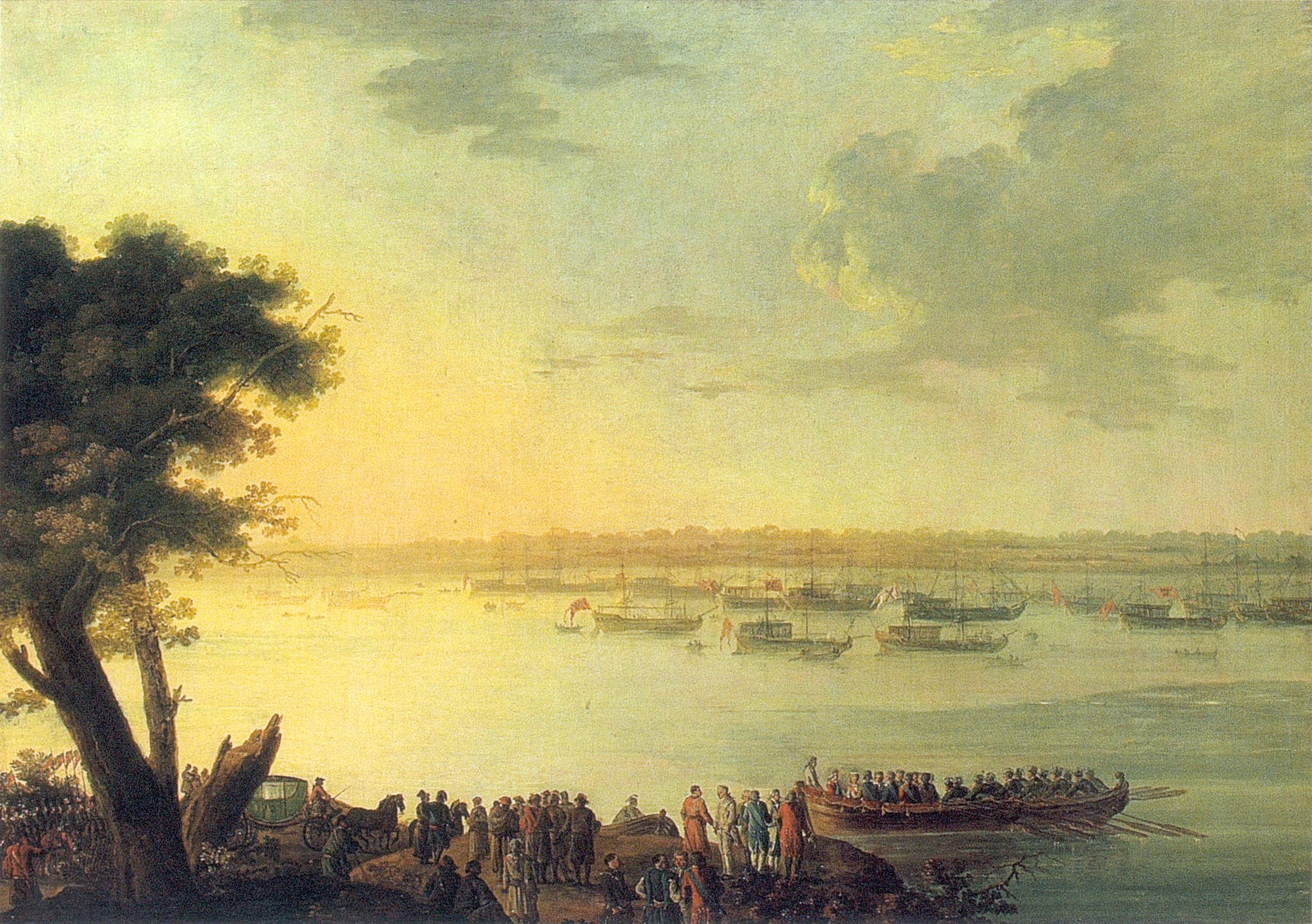
«Від'їзд Катерини II з Канева в 1787 році» Ян Богуміл Плерш, між 1787-1812
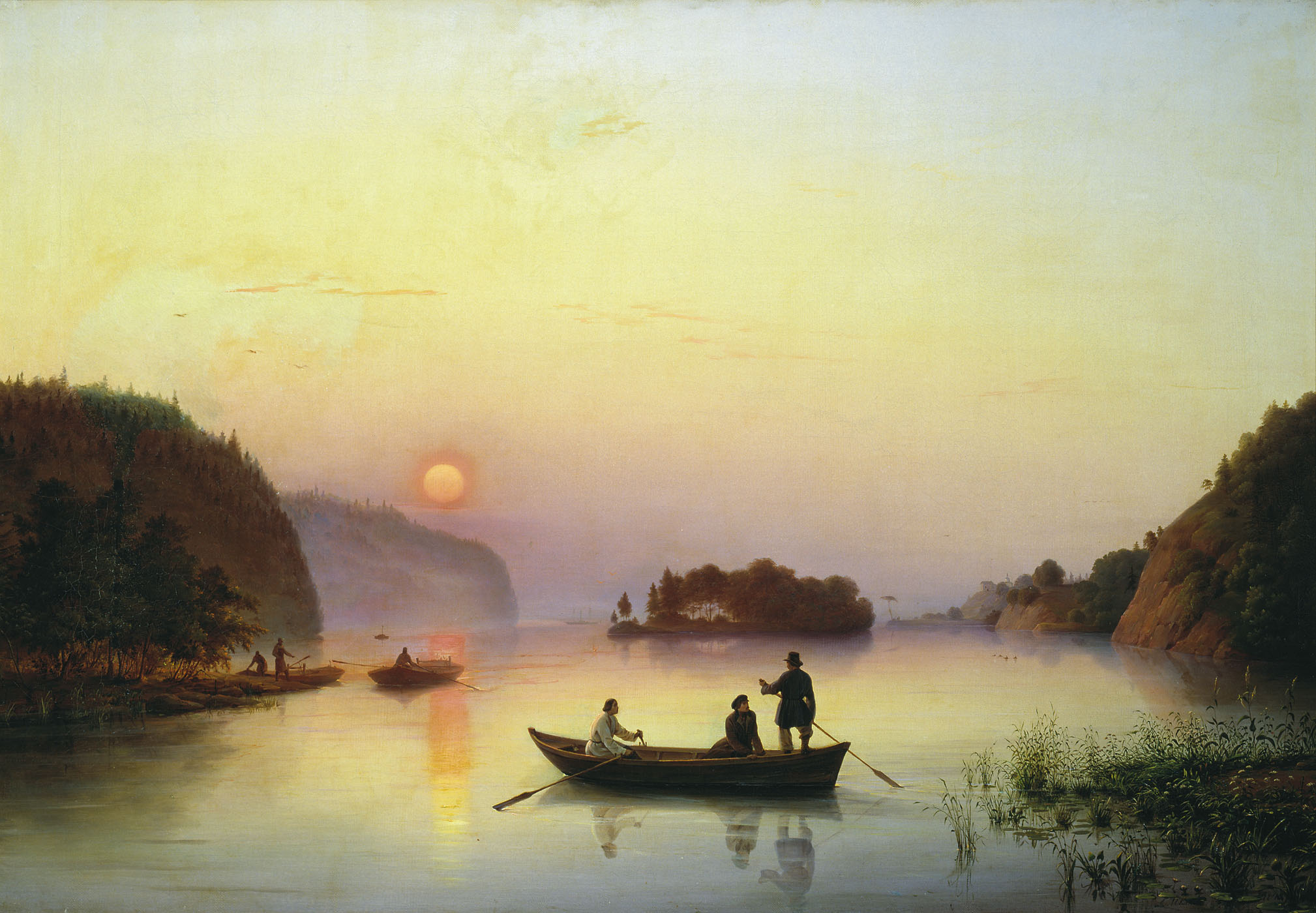
«Переправа Миколи Гоголя через Дніпро» Антон Іванов, 1845
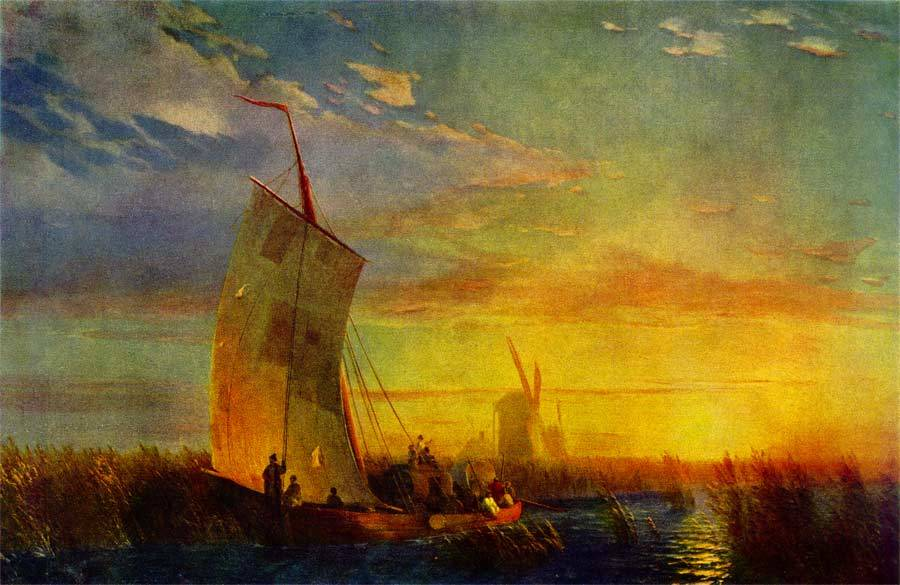
«Очерети на Дніпрі поблизу містечка Олешки» Іван Айвазовський, 1857
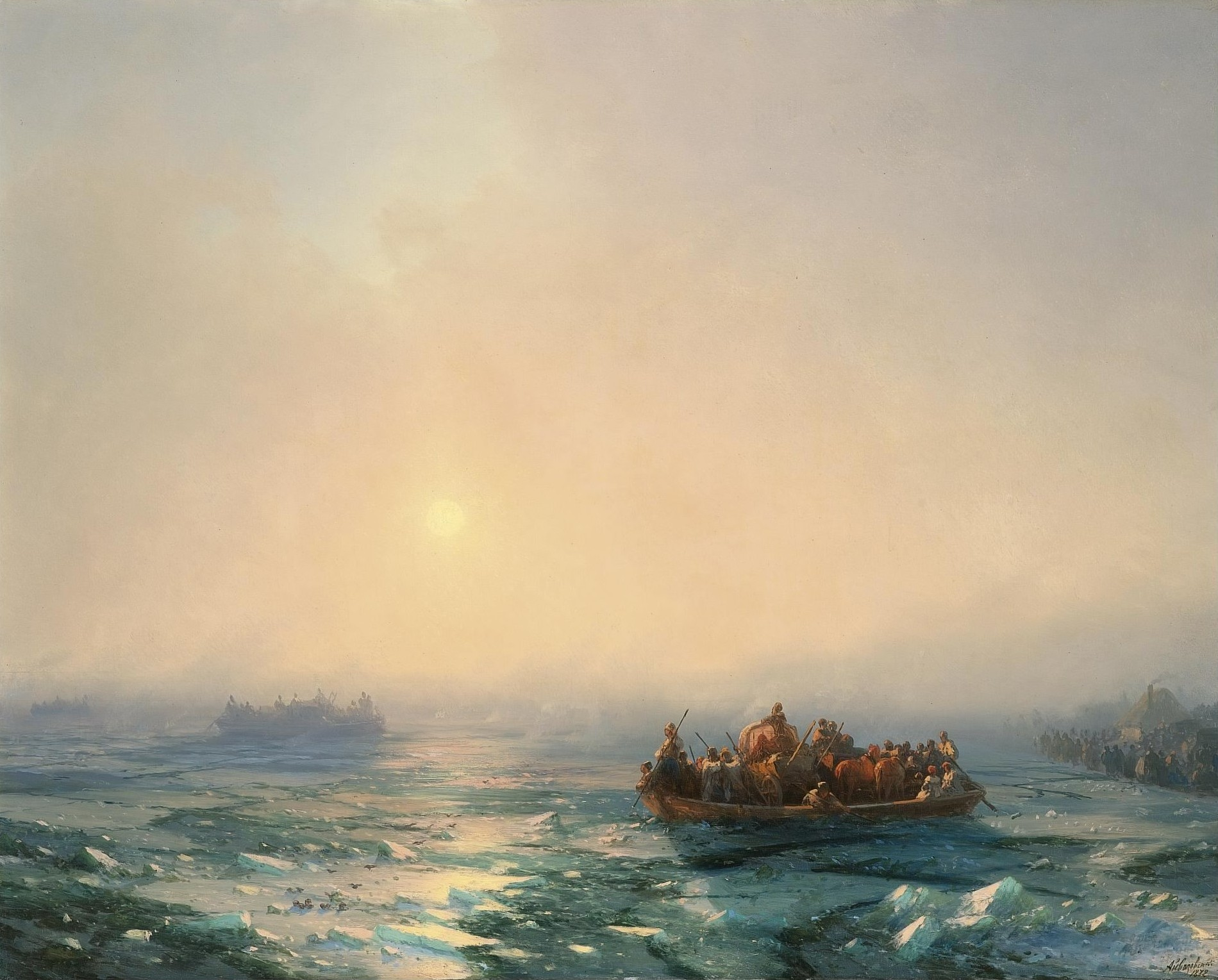
«Лід на Дніпрі» Іван Айвазовський, 1872